# Châteaubourg (Ardèche)
Pour les articles homonymes, voir Châteaubourg.
Châteaubourg est une commune française située dans le département de l'Ardèche, en région Auvergne-Rhône-Alpes.
Ses habitants sont appelés les Châteaubourgeois et les Châteaubourgeoises.

## Géographie

### Situation et description
Le village est situé dans le département de l'Ardèche à dix kilomètres au nord de Valence, préfecture du département de la Drôme. Le bourg se positionne sur la rive droite du Rhône, en face de sa confluence avec l'Isère sur la commune de La Roche-de-Glun, également située dans la Drôme.

### Climat
Pour des articles plus généraux, voir Climat d'Auvergne-Rhône-Alpes et Climat de l'Ardèche.
En 2010, le climat de la commune est de type climat méditerranéen altéré, selon une étude du CNRS s'appuyant sur une série de données couvrant la période 1971-2000. En 2020, Météo-France publie une typologie des climats de la France métropolitaine dans laquelle la commune est dans une zone de transition entre le climat de montagne et le climat méditerranéen et est dans la région climatique Moyenne vallée du Rhône, caractérisée par un bon ensoleillement en été (fraction d’insolation > 60 %), une forte amplitude thermique annuelle (4 à 20 °C), un air sec en toutes saisons, orageux en été, des vents forts (mistral), une pluviométrie élevée en automne (250 à 300 mm).
Pour la période 1971-2000, la température annuelle moyenne est de 12,9 °C, avec une amplitude thermique annuelle de 17,9 °C. Le cumul annuel moyen de précipitations est de 912 mm, avec 6,7 jours de précipitations en janvier et 5,4 jours en juillet. Pour la période 1991-2020, la température moyenne annuelle observée sur la station météorologique de Météo-France la plus proche, « Mercurol », sur la commune de Mercurol-Veaunes à 10 km à vol d'oiseau, est de 13,4 °C et le cumul annuel moyen de précipitations est de 864,4 mm,. Pour l'avenir, les paramètres climatiques de la commune estimés pour 2050 selon différents scénarios d'émission de gaz à effet de serre sont consultables sur un site dédié publié par Météo-France en novembre 2022.

### Hydrographie
Toute la partie orientale de la commune est bordée par le Rhône. Son territoire est également sillonné par quelques ruisseaux dont le ruisseau de la Goule et le ruisseau de Durtail.

### Voies de communication et transports
Le territoire communal est traversé par la route départementale 86 (ancienne route nationale RN86) qui longe le Rhône sur sa rive droite et qui permet de relier Lyon à Nîmes.

## Urbanisme

### Typologie
Au 1er janvier 2024, Châteaubourg est catégorisée commune rurale à habitat très dispersé, selon la nouvelle grille communale de densité à 7 niveaux définie par l'Insee en 2022.
Elle est située hors unité urbaine. Par ailleurs la commune fait partie de l'aire d'attraction de Valence, dont elle est une commune de la couronne,. Cette aire, qui regroupe 71 communes, est catégorisée dans les aires de 200 000 à moins de 700 000 habitants,.

### Occupation des sols
L'occupation des sols de la commune, telle qu'elle ressort de la base de données européenne d’occupation biophysique des sols Corine Land Cover (CLC), est marquée par l'importance des territoires agricoles (51,1 % en 2018), en augmentation par rapport à 1990 (47,7 %). La répartition détaillée en 2018 est la suivante : zones agricoles hétérogènes (35,3 %), forêts (33,2 %), cultures permanentes (15,8 %), milieux à végétation arbustive et/ou herbacée (12,2 %), eaux continentales (3,5 %).
L'évolution de l’occupation des sols de la commune et de ses infrastructures peut être observée sur les différentes représentations cartographiques du territoire : la carte de Cassini (XVIIIe siècle), la carte d'état-major (1820-1866) et les cartes ou photos aériennes de l'IGN pour la période actuelle (1950 à aujourd'hui).

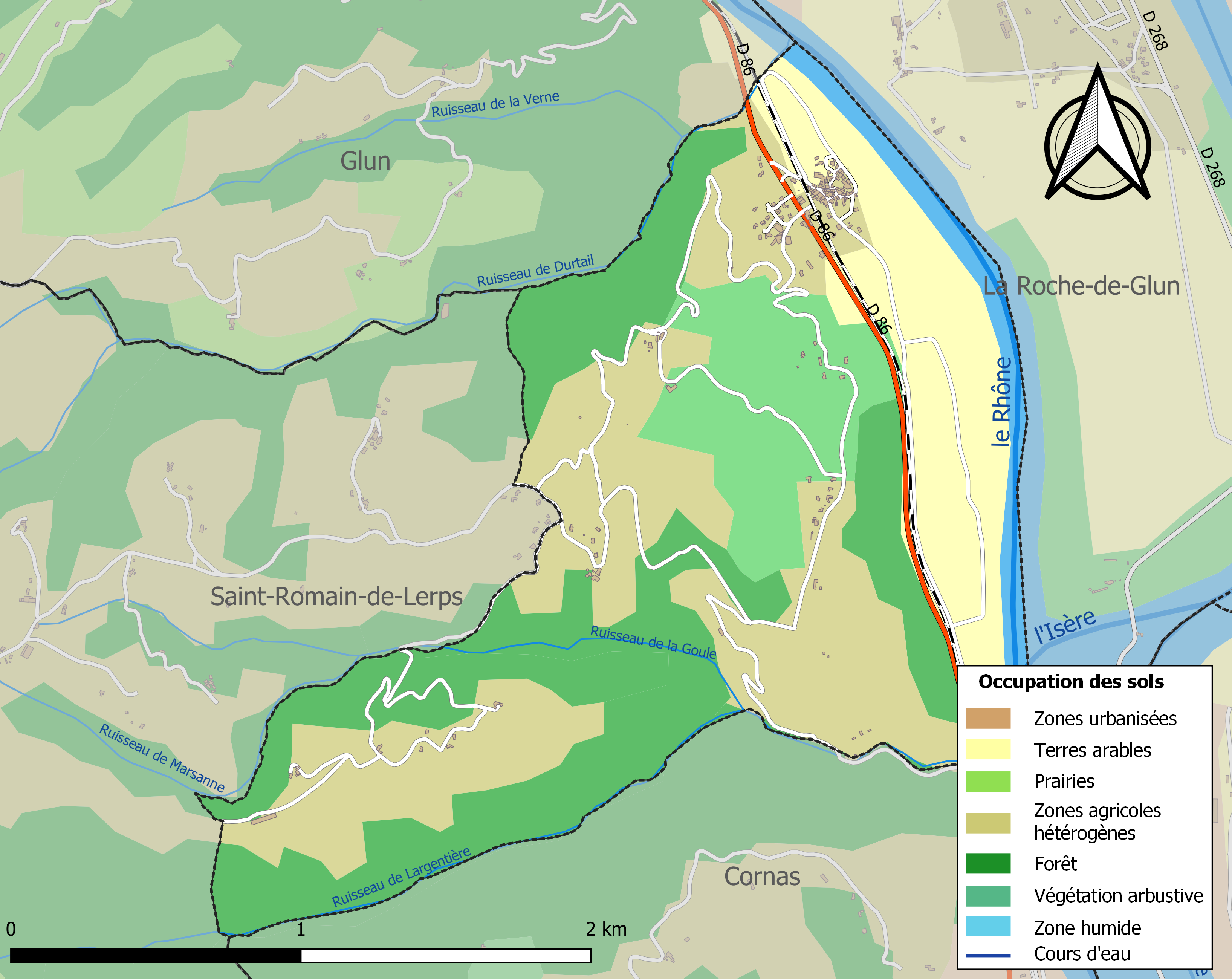
Carte des infrastructures et de l'occupation des sols de la commune en 2018 (CLC).

### Risques naturels

#### Risques sismiques
L'ensemble du territoire de la commune de Châteaubourg est situé en zone de sismicité no 3 (sur une échelle de 1 à 5), comme la plupart des communes situées dans la vallée du Rhône, mais non loin de la limite orientale de la zone no 2 qui correspond au plateau ardéchois.
| Type de zone | Niveau            | Définitions (bâtiment à risque normal) |
| ------------ | ----------------- | -------------------------------------- |
| Zone 3       | Sismicité modérée | accélération = 1,1 m/s2                |

## Histoire

### Moyen Âge et Renaissance
Le château date du XIe siècle. Dans ses mémoires, Joinville explique que, se rendant en croisade, le roi Louis IX en profita pour assiéger le château de La Roche de Glun tenu par le seigneur Rogier qui profitait de sa position dans sa région pour rançonner les voyageurs. Après sa victoire le roi fut logé au château de Châteaubourg qui appartenait également à ce seigneur.
Tout au long du Moyen Âge, un péage était établi à Châteaubourg sur le halage des navires remontant le Rhône, halage exclusivement humain jusqu’à la fin du XVe siècle.
Au cours des guerres de Religion, le château subit les attaques des huguenots. Remanié, il doit encore affronter la Révolution française.

### Époque contemporaine
Le 3 juillet 1954 a eu lieu une collision frontale entre l'autorail direct Lyon - Nîmes du soir et la locomotive d'un train de travaux sur une voie unique temporaire qui a fait plus de 35 morts.

### Administration municipale

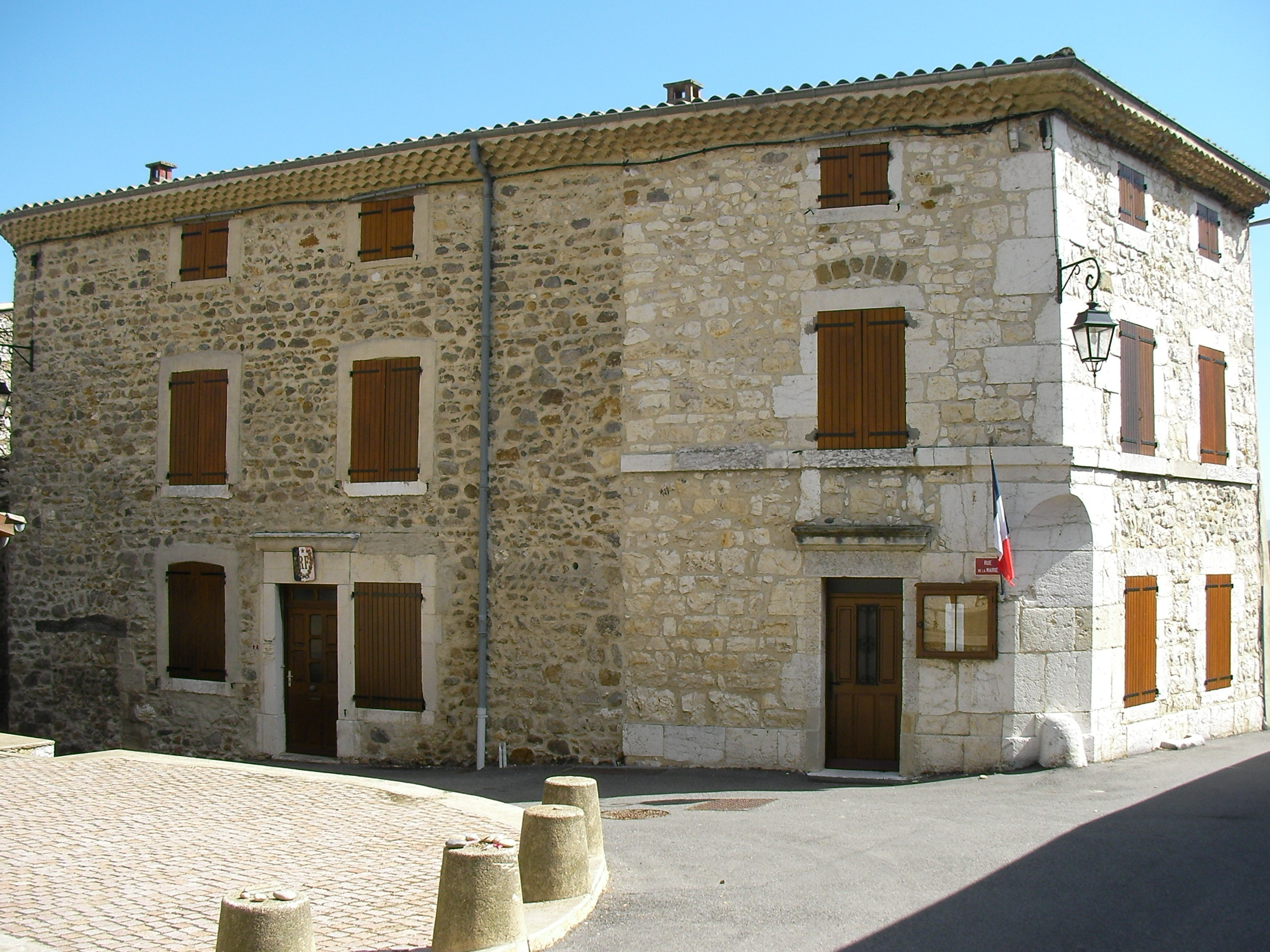
Mairie de Châteaubourg.

## Politique et administration

### Liste des maires
| Période                                  | Période                      | Identité               | Étiquette | Qualité         |
| ---------------------------------------- | ---------------------------- | ---------------------- | --------- | --------------- |
| Les données manquantes sont à compléter. |                              |                        |           |                 |
| 1792                                     | 1795                         | Louis Joseph Lapassa   |           | Curé            |
| 1795                                     | 1806                         | Pierre Courbis         |           |                 |
| 1806                                     | 1819                         | Jean Courbis           |           |                 |
| 1819                                     | 1844                         | Pierre Courbis         |           |                 |
| 1844                                     | 1851                         | François Rozeron       |           |                 |
| 1851                                     | 1876                         | François Lionneton     |           |                 |
| 1876                                     | 1888                         | Régis Bochirol         |           |                 |
| 1888                                     | 1900                         | Frédéric Courbis       |           |                 |
| 1900                                     | 1944                         | Louis Augustin Courbis |           | Propriétaire    |
| 1944                                     | 1945                         | Marcel Michel          |           |                 |
| mai 1945                                 | mars 1965                    | Louis Courbis          |           | Propriétaire    |
| mars 1965                                | mars 2001                    | Maurice Courbis        | DVD       | Viticulteur     |
| mars 2001                                | 2002                         | André Jacq             |           |                 |
| 2002                                     | mai 2020                     | Laurent Courbis        | DVD       | Viticulteur     |
| mai 2020                                 | 14 novembre 2022 (démission) | Caroline Caubet        | DVG       | Agente à la MSA |
| 1er février 2023                         | En cours                     | Bertille Allemand      |           |                 |

## Population et société

### Démographie
Les habitants de la commune sont appelés les Châteaubourgeois et les Châteaubourgeoises.
L'évolution du nombre d'habitants est connue à travers les recensements de la population effectués dans la commune depuis 1793. Pour les communes de moins de 10 000 habitants, une enquête de recensement portant sur toute la population est réalisée tous les cinq ans, les populations de référence des années intermédiaires étant quant à elles estimées par interpolation ou extrapolation. Pour la commune, le premier recensement exhaustif entrant dans le cadre du nouveau dispositif a été réalisé en 2005.

En 2022, la commune comptait 232 habitants, en évolution de −2,52 % par rapport à 2016 (Ardèche : +2,48 %, France hors Mayotte : +2,11 %).
| 1793 | 1800 | 1806 | 1821 | 1831 | 1836 | 1841 | 1846 | 1851 |
| ---- | ---- | ---- | ---- | ---- | ---- | ---- | ---- | ---- |
| 244  | 219  | 218  | 199  | 397  | 304  | 330  | 312  | 319  |

| 1856 | 1861 | 1866 | 1872 | 1876 | 1881 | 1886 | 1891 | 1896 |
| ---- | ---- | ---- | ---- | ---- | ---- | ---- | ---- | ---- |
| 336  | 339  | 327  | 315  | 316  | 300  | 261  | 267  | 285  |

| 1901 | 1906 | 1911 | 1921 | 1926 | 1931 | 1936 | 1946 | 1954 |
| ---- | ---- | ---- | ---- | ---- | ---- | ---- | ---- | ---- |
| 241  | 240  | 248  | 188  | 189  | 179  | 184  | 147  | 161  |

| 1962 | 1968 | 1975 | 1982 | 1990 | 1999 | 2005 | 2006 | 2010 |
| ---- | ---- | ---- | ---- | ---- | ---- | ---- | ---- | ---- |
| 158  | 162  | 165  | 180  | 209  | 204  | 210  | 204  | 218  |

| 2015 | 2020 | 2022 | - | - | - | - | - | - |
| ---- | ---- | ---- | - | - | - | - | - | - |
| 234  | 238  | 232  | - | - | - | - | - | - |

### Enseignement
La commune est rattachée à l'académie de Grenoble.

### Médias
Deux journaux sont distribués dans les réseaux de presse desservant la commune :
- L'Hebdo de l'Ardèche est un journal hebdomadaire français basé à Valence. Il couvre l'actualité de tout le département de l'Ardèche.
- Le Dauphiné libéré est un journal quotidien de la presse écrite française régionale distribué dans la plupart des départements de l'ancienne région Rhône-Alpes, notamment l'Ardèche. La commune est située dans la zone d'édition de Privas-centre-Ardèche.

### Cultes

#### Culte catholique
La communauté catholique de Chateaubourg est rattachée à la paroisse « Saint-Pierre de Crussol », elle-même rattachée au diocèse de Viviers.

## Culture et patrimoine

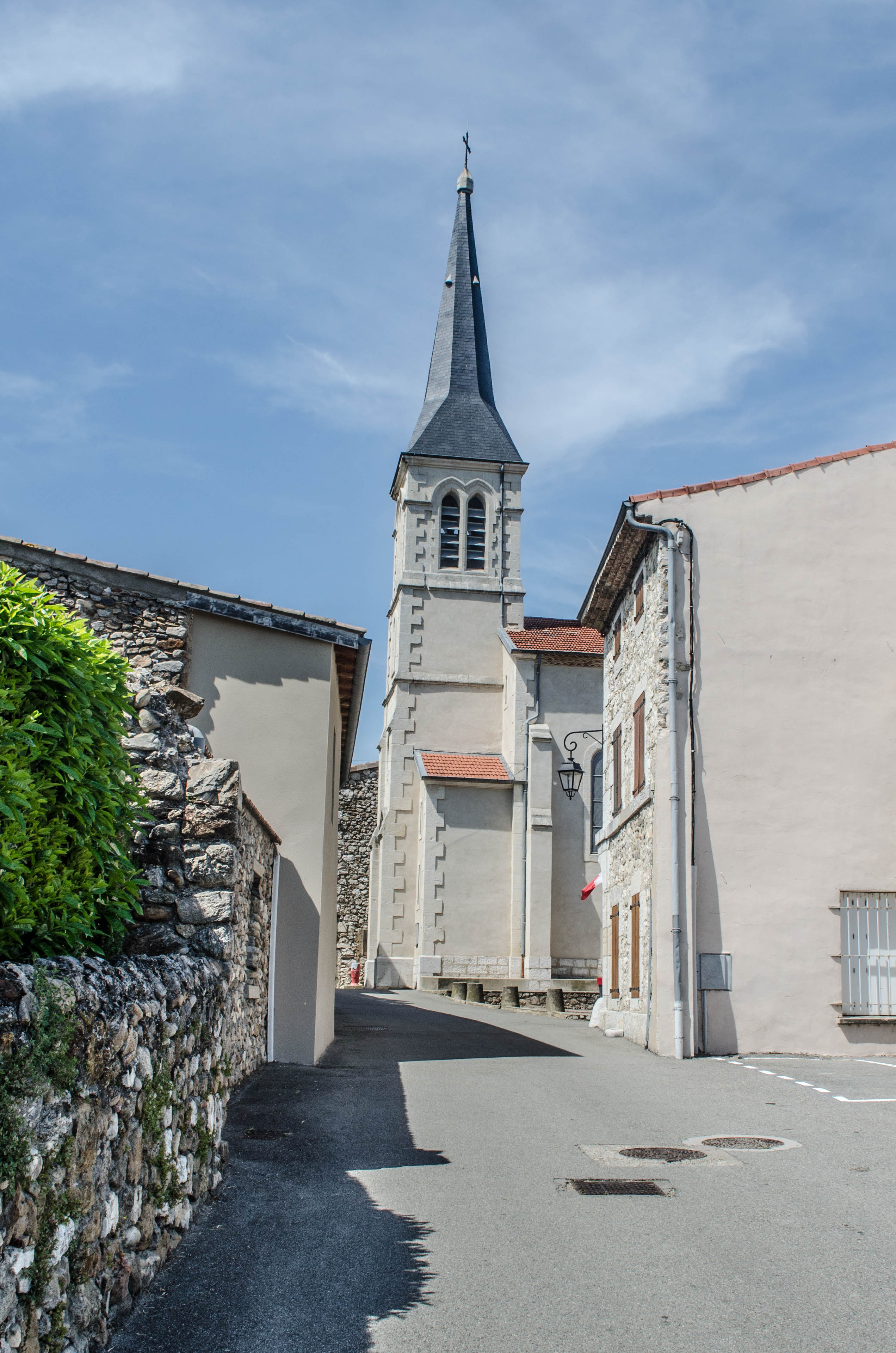
L’église.

### Patrimoine civil
- Château de Châteaubourg
- Croix de marinier
- Ancien four à chaux

### Patrimoine religieux
- L'église Notre-Dame-de-l'Assomption de Châteaubourg.
- Vierge noire.
- Autel taurobolique, christianisé au XVIIe s.

Quelques photos du château de Chateaubourg
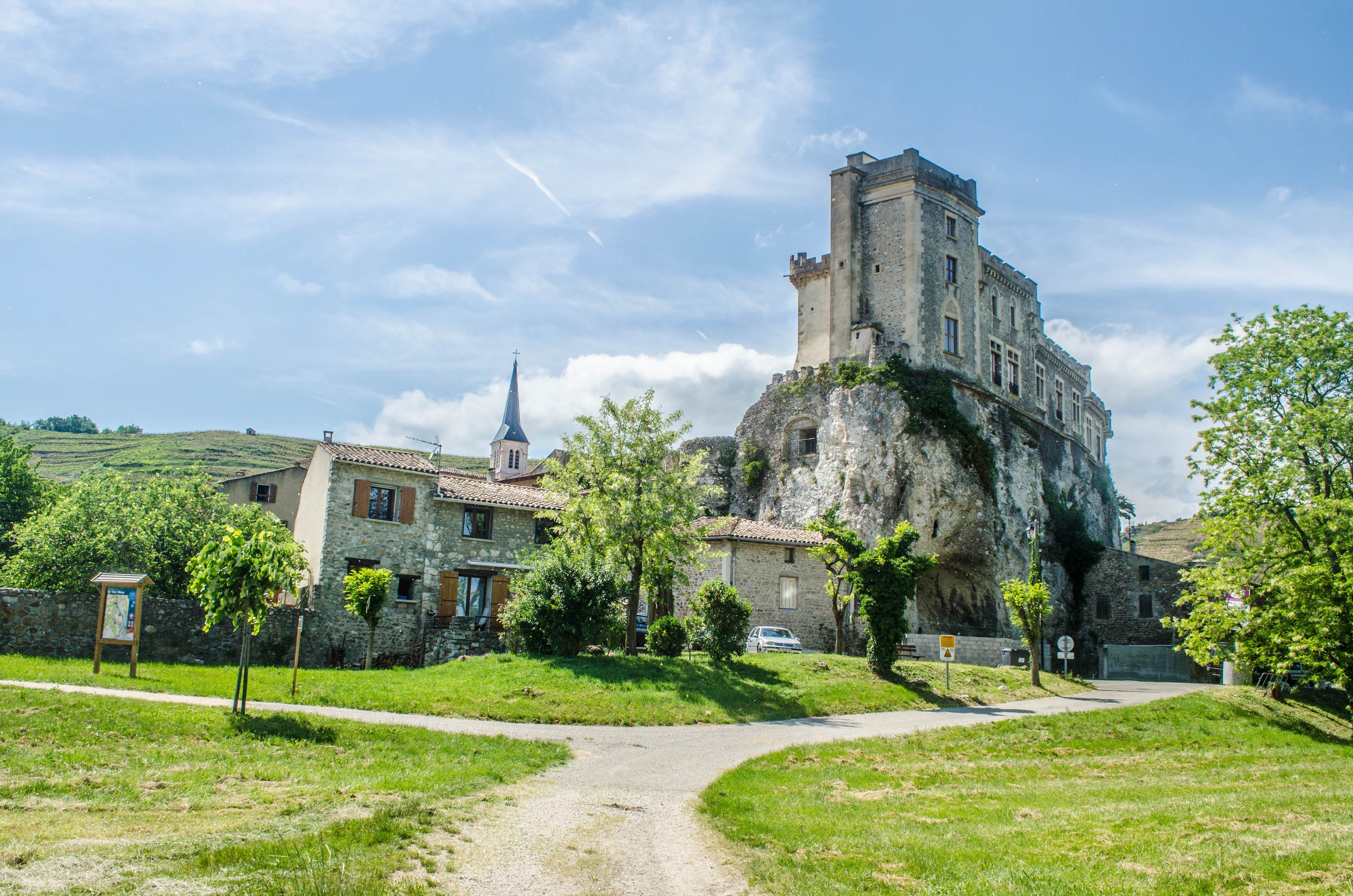
Le village et le château.
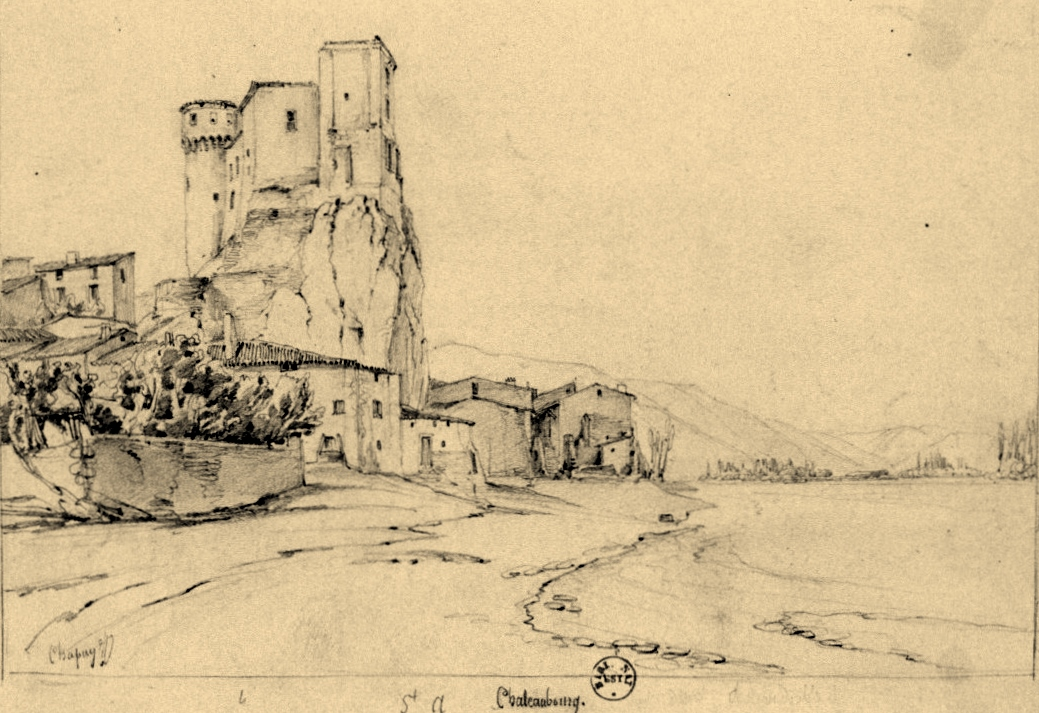
Le château de Châteaubourg (dessin de Nicolas Chapuy).
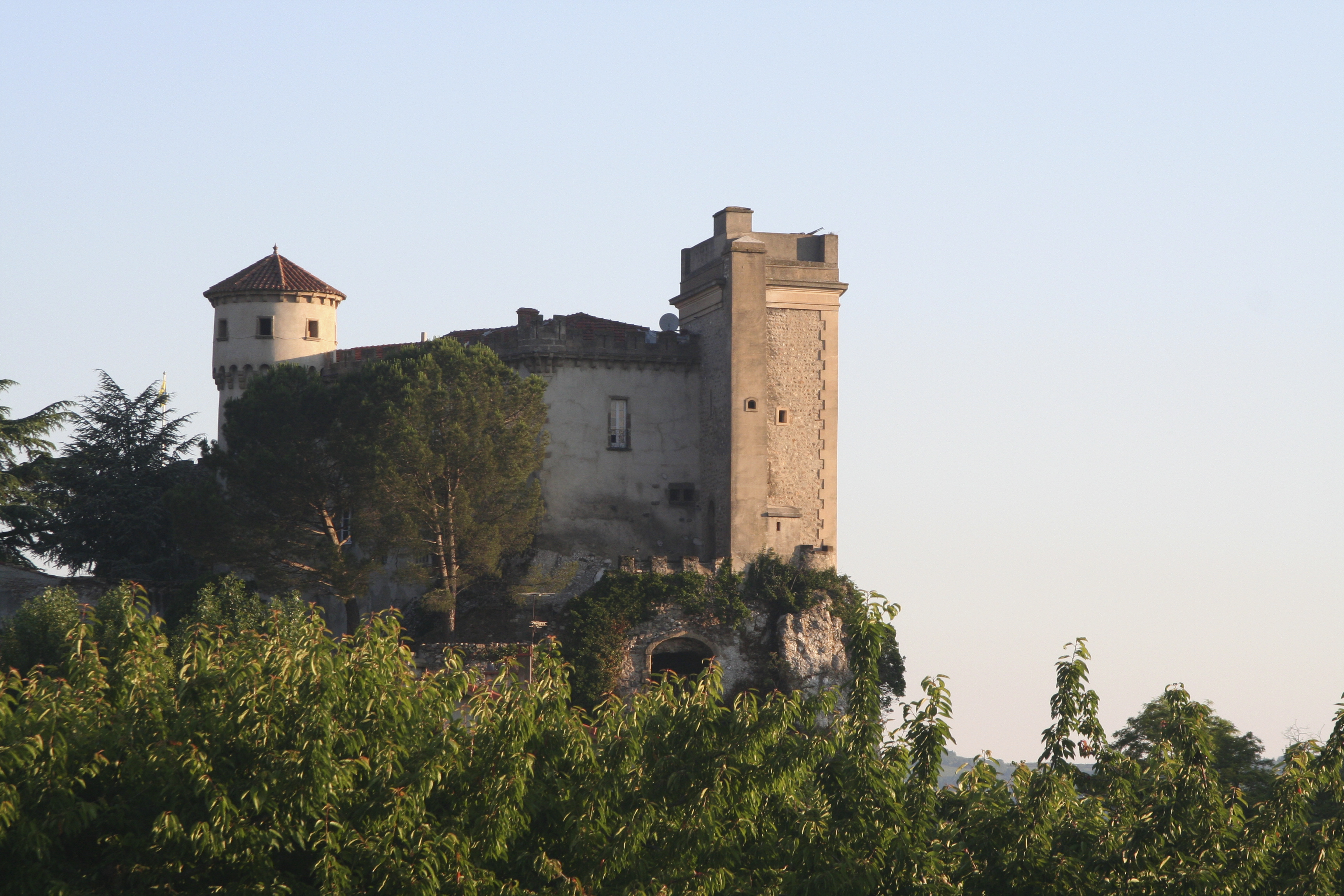
Le château de Châteaubourg au lever du soleil.
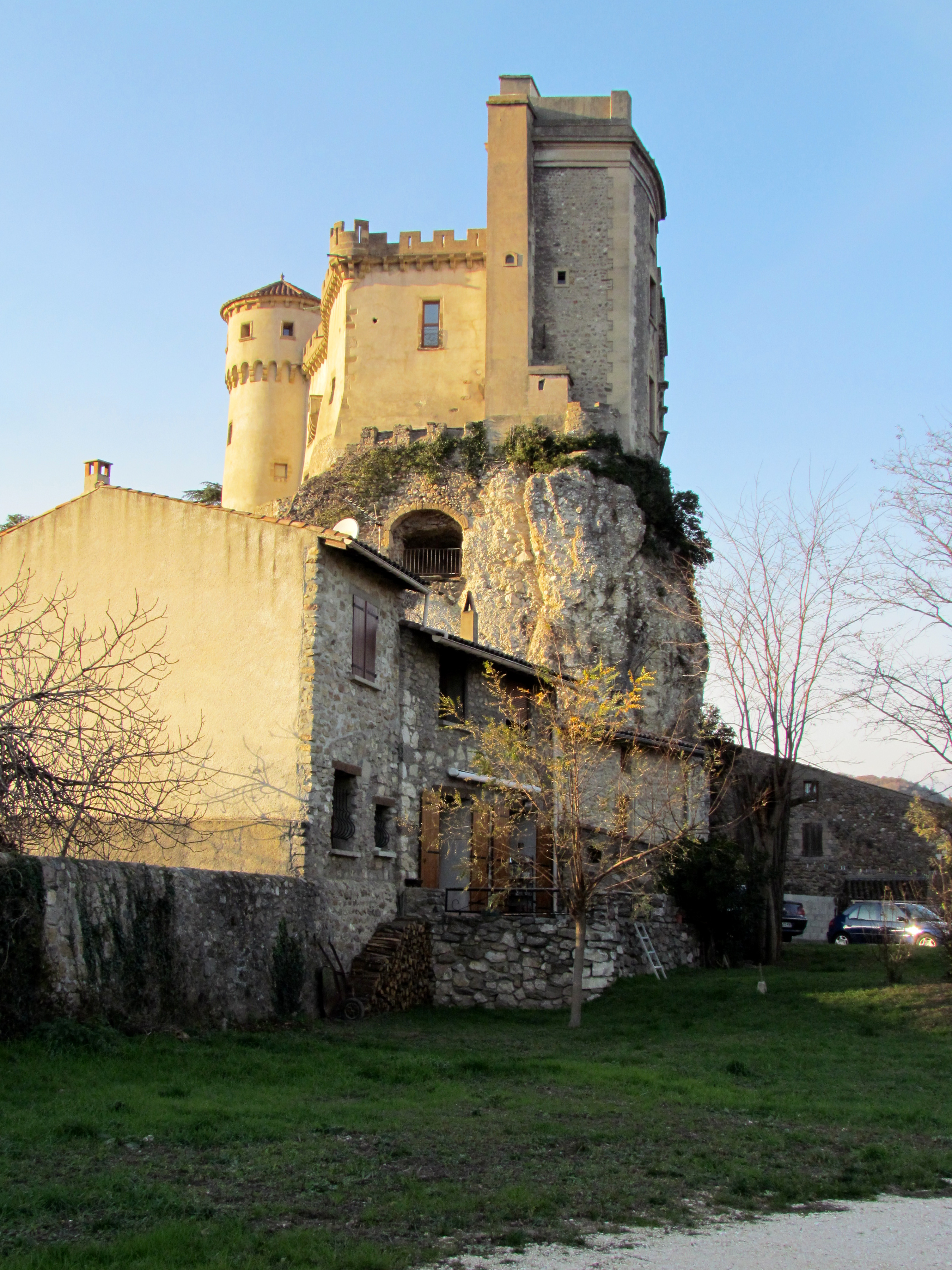
Le château vu de la rive droite du Rhône (1) .
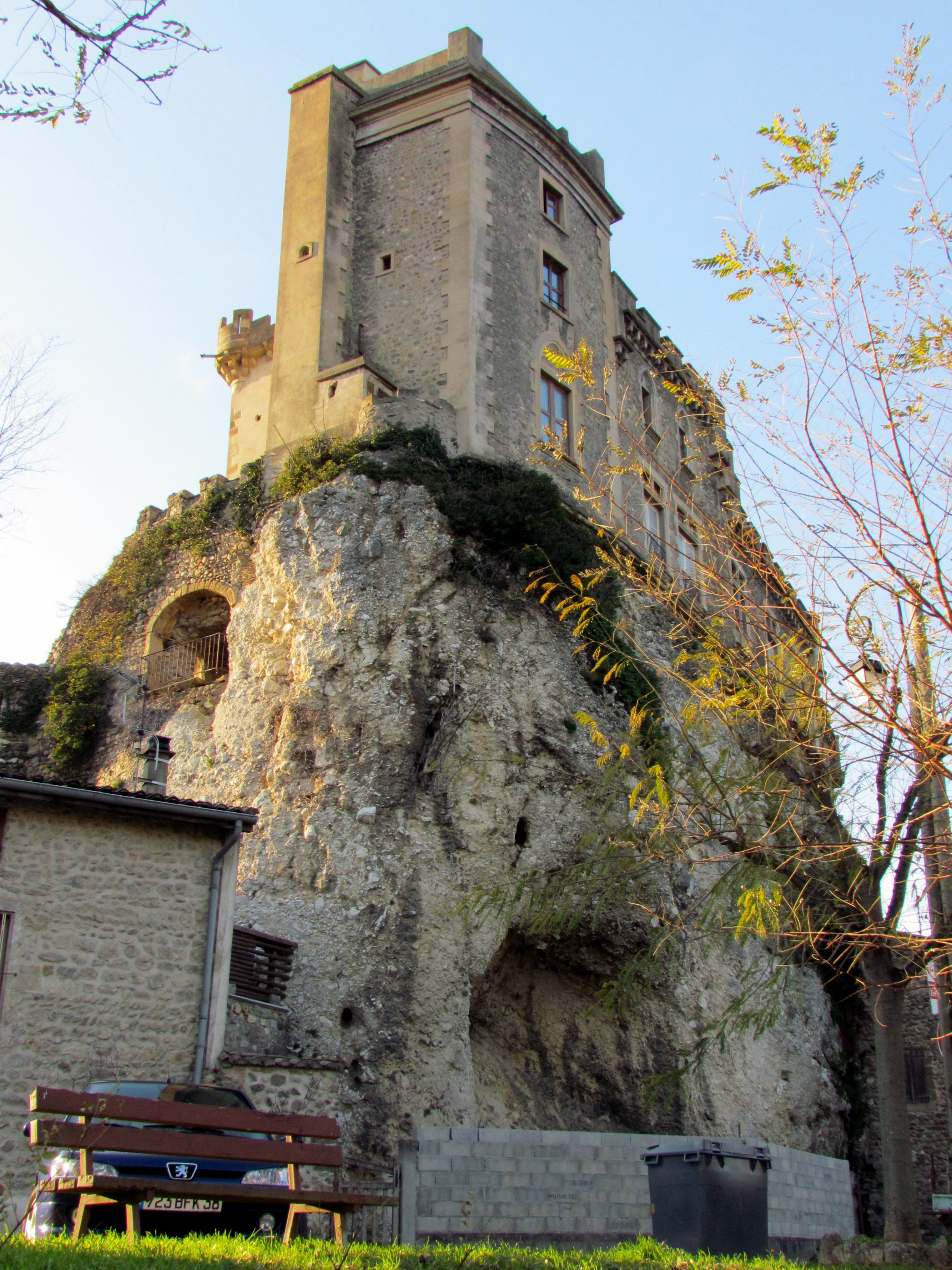
Le château vu de la rive droite du Rhône (2) .
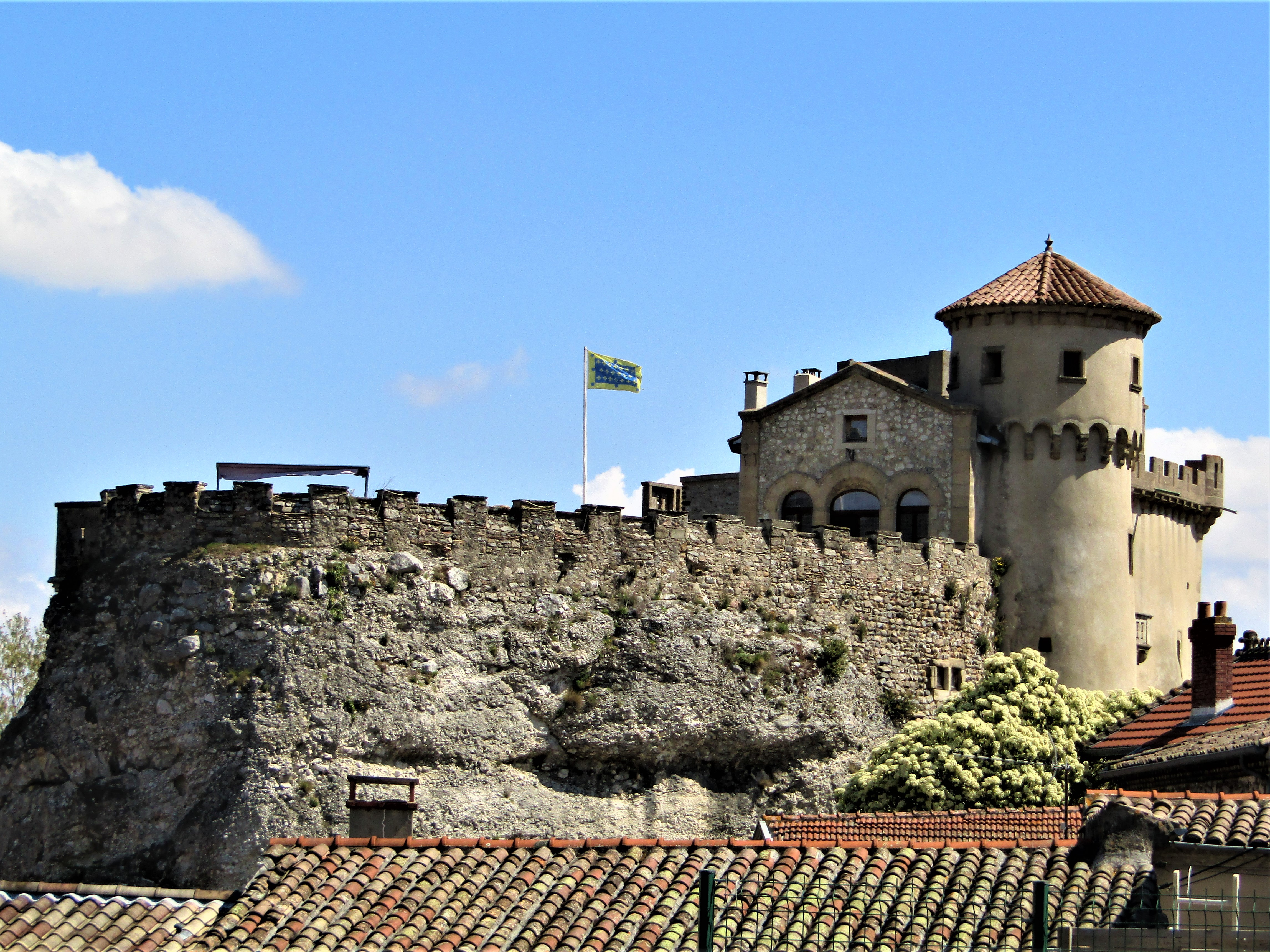
Avril 2019.

### Héraldique
|  | Châteaubourg (Ardèche) possède des armoiries dont l'origine et le blasonnement exact ne sont pas disponibles. |